# Anapleus monticola
Anapleus monticola är en skalbaggsart som beskrevs av Miłosz A. Mazur 1987. Anapleus monticola ingår i släktet Anapleus och familjen stumpbaggar. Inga underarter finns listade i Catalogue of Life.